# Challenge européen 2000-2001
Navigation
Bouclier européen 1999-2000 Bouclier européen 2001-2002
Le Challenge européen est une compétition européenne annuelle de rugby à XV. L'édition 2000-2001 réunit cinq clubs gallois, un irlandais, quatre italiens, six anglais et quinze français.
Le premier de chaque poule est qualifié pour les quarts de finale qui inaugurent la phase finale éliminatoire. En cas d'égalité de points entre deux équipes dans la phase de poule, l'équipe qui marque le plus d'essais dans les confrontations directes se qualifie.

## Phase de groupe

### Poule 1
| Clubs              | J | V | N | D | PP  | PC  | Pts |
| ------------------ | - | - | - | - | --- | --- | --- |
| Newcastle Falcons  | 6 | 5 | 0 | 1 | 234 | 99  | 10  |
| Benetton Trévise   | 6 | 5 | 0 | 1 | 157 | 97  | 10  |
| CA Bègles-Bordeaux | 6 | 2 | 0 | 4 | 136 | 152 | 4   |
| Cross Keys RFC     | 6 | 0 | 0 | 6 | 60  | 239 | 0   |

Les Newcastle Falcons se qualifient pour avoir marqué plus d'essais que le Benetton Trévise dans leurs confrontations directes.
- 1re journée : 7 octobre 2000

| Italie         | Benetton Trévise | 28 - 15 | Newcastle Falcons  | Angleterre |
| Pays de Galles | Cross Keys RFC   | 18 - 30 | CA Bègles-Bordeaux | France     |

- 2e journée : 14 et 15 octobre

| France     | CA Bègles-Bordeaux | 19 - 26 | Benetton Trévise | Italie         |
| Angleterre | Newcastle Falcons  | 99 - 8  | Cross Keys RFC   | pays de Galles |

- 3e journée : 21 et 22 octobre

| Pays de Galles | Cross Keys RFC     | 10 - 20 | Benetton Trévise  | Italie     |
| France         | CA Bègles-Bordeaux | 18 - 26 | Newcastle Falcons | Angleterre |

- 4e journée : 27 et 28 octobre

| Italie     | Benetton Trévise  | 31 - 3  | Cross Keys RFC     | pays de Galles |
| Angleterre | Newcastle Falcons | 39 - 15 | CA Bègles-Bordeaux | France         |

- 5e journée : 11 et 12 novembre

| France     | CA Bègles-Bordeaux | 34 - 10 | Cross Keys RFC   | pays de Galles |
| Angleterre | Newcastle Falcons  | 30 - 19 | Benetton Trévise | Italie         |

- 6e journée : 20 et 21 novembre

| Pays de Galles | Cross Keys RFC   | 11 - 25 | Newcastle Falcons  | Angleterre |
| Italie         | Benetton Trévise | 33 - 20 | CA Bègles-Bordeaux | France     |

### Poule 2
| Clubs          | J | V | N | D | PP  | PC  | Pts |
| -------------- | - | - | - | - | --- | --- | --- |
| AS Béziers     | 6 | 5 | 0 | 1 | 151 | 112 | 10  |
| AS Montferrand | 6 | 4 | 0 | 2 | 201 | 107 | 8   |
| Neath RFC      | 6 | 2 | 0 | 4 | 151 | 192 | 4   |
| Connacht Rugby | 6 | 1 | 0 | 5 | 60  | 152 | 2   |

- 1re journée : 7 octobre 2000

| Irlande | Connacht Rugby | 14 - 16 | AS Béziers | France         |
| France  | AS Montferrand | 55 - 17 | Neath RFC  | pays de Galles |

- 2e journée : 14 et 15 octobre

| Pays de Galles | Neath RFC  | 45 - 0 | Connacht Rugby | Irlande |
| France         | AS Béziers | 22 - 3 | AS Montferrand | France  |

- 3e journée : 21 et 22 octobre

| Pays de Galles | Neath RFC      | 23 - 37 | AS Béziers     | France  |
| France         | AS Montferrand | 58 - 21 | Connacht Rugby | Irlande |

- 4e journée : 27 et 28 octobre

| Irlande | Connacht Rugby | 3 - 12  | AS Montferrand | France         |
| France  | AS Béziers     | 57 - 20 | Neath RFC      | pays de Galles |

- 5e journée : 11 et 12 novembre

| Pays de Galles | Neath RFC  | 35 - 30 | AS Montferrand | France  |
| France         | AS Béziers | 10 - 9  | Connacht Rugby | Irlande |

- 6e journée : 20 et 21 novembre

| Irlande | Connacht Rugby | 13 - 11 | Neath RFC  | pays de Galles |
| France  | AS Montferrand | 43 - 9  | AS Béziers | France         |

### Poule 3
| Clubs          | J | V | N | D | PP  | PC  | Pts |
| -------------- | - | - | - | - | --- | --- | --- |
| USA Perpignan  | 6 | 4 | 0 | 2 | 187 | 105 | 8   |
| Rotherham RUFC | 6 | 4 | 0 | 2 | 122 | 136 | 8   |
| Bridgend RFC   | 6 | 2 | 0 | 4 | 144 | 166 | 4   |
| FC Grenoble    | 6 | 2 | 0 | 4 | 120 | 166 | 4   |

L'USA Perpignan et Bridgend RFC finissent devant les Rotherham Titans et le FC Grenoble respectivement pour avoir marqué plus d'essais dans leurs confrontations directes.
- 1re journée : 7 octobre 2000

| Angleterre     | Rotherham RUFC | 35 - 5  | FC Grenoble   | France |
| Pays de Galles | Bridgend RFC   | 22 - 26 | USA Perpignan | France |

- 2e journée : 14 et 15 octobre

| France | FC Grenoble   | 36 - 9  | Bridgend RFC   | pays de Galles |
| France | USA Perpignan | 19 - 20 | Rotherham RUFC | Angleterre     |

- 3e journée : 21 et 22 octobre

| Angleterre | Rotherham RUFC | 16 - 9  | Bridgend RFC  | pays de Galles |
| France     | FC Grenoble    | 25 - 16 | USA Perpignan | France         |

- 4e journée : 27 et 28 octobre

| Pays de Galles | Bridgend RFC  | 61 - 8  | Rotherham RUFC | Angleterre |
| France         | USA Perpignan | 48 - 10 | FC Grenoble    | France     |

- 5e journée : 11 et 12 novembre

| France | USA Perpignan | 48 - 6  | Bridgend RFC   | pays de Galles |
| France | FC Grenoble   | 12 - 21 | Rotherham RUFC | Angleterre     |

- 6e journée : 20 et 21 novembre

| Angleterre     | Rotherham RUFC | 22 - 30 | USA Perpignan | France |
| Pays de Galles | Bridgend RFC   | 37 - 32 | FC Grenoble   | France |

### Poule 4
| Clubs          | J | V | N | D | PP  | PC  | Pts |
| -------------- | - | - | - | - | --- | --- | --- |
| SU Agen        | 6 | 5 | 0 | 1 | 259 | 91  | 10  |
| Sale Sharks    | 6 | 4 | 0 | 2 | 178 | 155 | 8   |
| FC Auch        | 6 | 2 | 1 | 3 | 134 | 185 | 5   |
| Caerphilly RFC | 6 | 0 | 1 | 5 | 128 | 268 | 1   |

- 1re journée : 7 octobre 2000

| Pays de Galles | Caerphilly RFC | 27 - 38 | SU Agen     | France     |
| France         | FC Auch        | 26 - 23 | Sale Sharks | Angleterre |

- 2e journée : 14 et 15 octobre

| Angleterre | Sale Sharks | 23 - 14 | Caerphilly RFC | pays de Galles |
| France     | SU Agen     | 27 - 5  | FC Auch        | France         |

- 3e journée : 21 et 22 octobre

| Pays de Galles | Caerphilly RFC | 36 - 36 | FC Auch     | France     |
| France         | SU Agen        | 44 - 9  | Sale Sharks | Angleterre |

- 4e journée : 27 et 28 octobre

| Angleterre | Sale Sharks | 28 - 23 | SU Agen        | France         |
| France     | FC Auch     | 33 - 15 | Caerphilly RFC | pays de Galles |

- 5e journée : 11 et 12 novembre

| Angleterre | Sale Sharks | 39 - 17 | FC Auch        | France         |
| France     | SU Agen     | 82 - 5  | Caerphilly RFC | pays de Galles |

- 6e journée : 20 et 21 novembre

| Pays de Galles | Caerphilly RFC | 31 - 56 | Sale Sharks | Angleterre |
| France         | FC Auch        | 15 - 47 | SU Agen     | France     |

### Poule 5
| Clubs         | J | V | N | D | PP  | PC  | Pts |
| ------------- | - | - | - | - | --- | --- | --- |
| Harlequins    | 6 | 5 | 0 | 1 | 188 | 80  | 10  |
| US Dax        | 6 | 5 | 0 | 1 | 152 | 103 | 10  |
| Ebbw Vale RFC | 6 | 1 | 0 | 5 | 120 | 151 | 2   |
| CA Périgueux  | 6 | 1 | 0 | 5 | 94  | 220 | 2   |

Les NEC Harlequins et Ebbw Vale finissent devant l'US Dax et le CA Périgueux respectivement pour avoir marqué plus d'essais dans leurs confrontations directes.
- 1re journée : 7 octobre 2000

| France     | US Dax     | 31 - 10 | Ebbw Vale RFC | pays de Galles |
| Angleterre | Harlequins | 23 - 16 | CA Périgueux  | France         |

- 2e journée : 14 et 15 octobre

| Pays de Galles | Ebbw Vale RFC | 6 - 18  | Harlequins | Angleterre |
| France         | CA Périgueux  | 13 - 22 | US Dax     | France     |

- 3e journée : 21 et 22 octobre

| Angleterre | Harlequins   | 25 - 3  | US Dax        | France         |
| France     | CA Périgueux | 19 - 16 | Ebbw Vale RFC | pays de Galles |

- 4e journée : 27 et 28 octobre

| Pays de Galles | Ebbw Vale RFC | 50 - 19 | CA Périgueux | France     |
| France         | US Dax        | 23 - 22 | Harlequins   | Angleterre |

- 5e journée : 11 et 12 novembre

| Pays de Galles | Ebbw Vale RFC | 16 - 19 | US Dax     | France     |
| France         | CA Périgueux  | 10 - 55 | Harlequins | Angleterre |

- 6e journée : 20 et 21 novembre

| Angleterre | Harlequins | 45 - 22 | Ebbw Vale RFC | pays de Galles |
| France     | US Dax     | 54 - 17 | CA Périgueux  | France         |

### Poule 6
| Clubs                | J | V | N | D | PP  | PC  | Pts |
| -------------------- | - | - | - | - | --- | --- | --- |
| London Irish         | 6 | 5 | 0 | 1 | 254 | 106 | 10  |
| CA Brive             | 6 | 5 | 0 | 1 | 184 | 143 | 10  |
| Stade aurillacois    | 6 | 2 | 0 | 4 | 155 | 179 | 4   |
| Rugby Lyons Piacenza | 6 | 0 | 0 | 6 | 90  | 255 | 0   |

Les London Irish finissent devant le CA Brive pour avoir marqué plus d'essais dans leurs confrontations directes.
- 1re journée : 7 octobre 2000

| Angleterre | London Irish         | 42 - 10 | Stade aurillacois | France |
| Italie     | Rugby Lyons Piacenza | 13 - 29 | CA Brive          | France |

- 2e journée : 14 et 15 octobre

| France | Stade aurillacois | 19 - 36 | London Irish         | Angleterre |
| France | CA Brive          | 44 - 10 | Rugby Lyons Piacenza | Italie     |

- 3e journée : 21 et 22 octobre

| Angleterre | London Irish      | 35 - 8  | CA Brive             | France |
| France     | Stade aurillacois | 41 - 10 | Rugby Lyons Piacenza | Italie |

- 4e journée : 27 et 28 octobre

| Italie | Rugby Lyons Piacenza | 13 - 58 | London Irish | Angleterre |
| France | Stade aurillacois    | 26 - 28 | CA Brive     | France     |

- 5e journée : 11 et 12 novembre

| Italie | Rugby Lyons Piacenza | 25 - 27 | Stade aurillacois | France     |
| France | CA Brive             | 37 - 27 | London Irish      | Angleterre |

- 6e journée : 20 et 21 novembre

| France     | CA Brive     | 38 - 32 | Stade aurillacois    | France |
| Angleterre | London Irish | 56 - 19 | Rugby Lyons Piacenza | Italie |

### Poule 7
| Clubs                      | J | V | N | D | PP  | PC  | Pts |
| -------------------------- | - | - | - | - | --- | --- | --- |
| Stade montois              | 6 | 5 | 0 | 1 | 177 | 113 | 10  |
| Atlantique stade rochelais | 6 | 3 | 1 | 2 | 167 | 113 | 7   |
| Bristol Rugby              | 6 | 3 | 1 | 2 | 199 | 147 | 7   |
| Rugby Parme                | 6 | 0 | 0 | 6 | 92  | 262 | 0   |

La Rochelle finit devant les Bristol Shoguns pour avoir marqué plus d'essais dans leurs confrontations directes.
- 1re journée : 7 octobre 2000

| Angleterre | Bristol Rugby | 41 - 24 | Stade montois              | France |
| Italie     | Rugby Parme   | 6 - 30  | Atlantique stade rochelais | France |

- 2e journée : 14 et 15 octobre

| France | Atlantique stade rochelais | 34 - 19 | Bristol Rugby | Angleterre |
| France | Stade montois              | 61 - 15 | Rugby Parme   | Italie     |

- 3e journée : 21 et 22 octobre

| France     | Stade montois | 12 - 7  | Atlantique stade rochelais | France |
| Angleterre | Bristol Rugby | 61 - 14 | Rugby Parme                | Italie |

- 4e journée : 27 et 28 octobre

| France | Atlantique stade rochelais | 12 - 16 | Stade montois | France     |
| Italie | Rugby Parme                | 12 - 25 | Bristol Rugby | Angleterre |

- 5e journée : 11 et 12 novembre

| France | Atlantique stade rochelais | 43 - 19 | Rugby Parme   | Italie     |
| France | Stade montois              | 22 - 12 | Bristol Rugby | Angleterre |

- 6e journée : 20 et 21 novembre

| Italie     | Rugby Parme   | 26 - 42 | Stade montois              | France |
| Angleterre | Bristol Rugby | 41 - 41 | Atlantique stade rochelais | France |

### Poule 8
| Clubs               | J | V | N | D | PP  | PC  | Pts |
| ------------------- | - | - | - | - | --- | --- | --- |
| RC Narbonne         | 4 | 3 | 1 | 0 | 124 | 76  | 7   |
| CS Bourgoin-Jallieu | 4 | 2 | 1 | 1 | 104 | 83  | 5   |
| Rugby Viadana       | 4 | 0 | 0 | 4 | 78  | 147 | 0   |

- 1re journée : 7 octobre 2000

| France | RC Narbonne | 53 - 24 | Rugby Viadana | Italie |

- 2e journée : 14 octobre

| Italie | Rugby Viadana | 8 - 29 | CS Bourgoin-Jallieu | France |

- 3e journée : 21 octobre

| France | RC Narbonne | 34 - 17 | CS Bourgoin-Jallieu | France |

- 4e journée : 27 octobre

| France | CS Bourgoin-Jallieu | 15 - 15 | RC Narbonne | France |

- 5e journée : 13 novembre

| Italie | Rugby Viadana | 20 - 22 | RC Narbonne | France |

- 6e journée : 20 et 21 novembre

| France | CS Bourgoin-Jallieu | 43 - 26 | Rugby Viadana | Italie |

## Phase finale
|  | Quarts de finale  | Quarts de finale  |             |    | Demi-finales  | Demi-finales  |  |  | Finale      | Finale      |
|  | Quarts de finale  | Quarts de finale  |             |    | Demi-finales  | Demi-finales  |  |  | Finale      | Finale      |
|  |                   |                   |             |    |               |               |  |  |             |             |
|  | 28 janvier 2001   | 28 janvier 2001   |             |    | 22 avril 2001 | 22 avril 2001 |  |  | 20 mai 2001 | 20 mai 2001 |
|  | 28 janvier 2001   | 28 janvier 2001   |             |    | 22 avril 2001 | 22 avril 2001 |  |  | 20 mai 2001 | 20 mai 2001 |
|  | CA Brive          | 13                |             |    | 22 avril 2001 | 22 avril 2001 |  |  | 20 mai 2001 | 20 mai 2001 |
|  | CA Brive          | 13                |             |    | 22 avril 2001 | 22 avril 2001 |  |  | 20 mai 2001 | 20 mai 2001 |
|  | Harlequins        | 20                |             |    | 22 avril 2001 | 22 avril 2001 |  |  | 20 mai 2001 | 20 mai 2001 |
|  | Harlequins        | 20                | Harlequins  | 17 |               |               |  |  | 20 mai 2001 | 20 mai 2001 |
|  | 28 janvier        |                   | Harlequins  | 17 |               |               |  |  | 20 mai 2001 | 20 mai 2001 |
|  |                   | Newcastle Falcons | 12          |    |               |               |  |  | 20 mai 2001 | 20 mai 2001 |
|  | Newcastle Falcons | Newcastle Falcons | 12          | 61 |               |               |  |  | 20 mai 2001 | 20 mai 2001 |
|  | Newcastle Falcons |                   |             | 61 |               |               |  |  | 20 mai 2001 | 20 mai 2001 |
|  | Stade montois     | 23                |             |    |               |               |  |  | 20 mai 2001 | 20 mai 2001 |
|  | Stade montois     | 23                | Harlequins  | 42 |               |               |  |  |             |             |
|  | 27 janvier        |                   | Harlequins  | 42 |               |               |  |  |             |             |
|  |                   | RC Narbonne       | 33          |    |               |               |  |  |             |             |
|  | RC Narbonne       | RC Narbonne       | 33          | 34 |               |               |  |  |             |             |
|  | RC Narbonne       | 21 avril          |             | 34 |               |               |  |  |             |             |
|  | USA Perpignan     | 24                |             |    |               |               |  |  |             |             |
|  | USA Perpignan     | 24                | RC Narbonne | 22 |               |               |  |  |             |             |
|  | 27 janvier        |                   | RC Narbonne | 22 |               |               |  |  |             |             |
|  |                   | SU Agen           | 15          |    |               |               |  |  |             |             |
|  | SU Agen           | SU Agen           | 15          | 31 |               |               |  |  |             |             |
|  | SU Agen           |                   |             | 31 |               |               |  |  |             |             |
|  | AS Béziers        | 0                 |             |    |               |               |  |  |             |             |
|  | AS Béziers        | 0                 |             |    |               |               |  |  |             |             |

## Finale
| Équipes            | Harlequins - RC Narbonne |
| Score              | 42 - 33 a.p. (mt 16-19, tr 26-26, mp 36-26) |
| Date               | Dimanche 20 mai 2001 |
| Heure              | 12 heures UTC+1 |
| Stade              | Madejski Stadium à Reading |
| Spectateurs        | 11 211 |
| Arbitre            | Nigel Whitehouse |
| Les équipes        | |
| Harlequins         | Titulaires : Leonard, Wood, J Dawson (Starr 79e), Morgan (Codling 72e), S White-Cooper, Sanderson, R Jenkins (Winters 72e), Wilson (Fuga 87e), M Powell, Burke, D O'Leary, N Greenstock, Greenwood, Gollings (E Jennings 33e), J Williams |
| RC Narbonne        | Titulaires : Martinez (Poux 78e), Ledesma, Pucciariello, Gaston, Merle, Furet (Mathieu 100e), Reid , Raynaud, Sudre, Quesada, S Rouch, Stoïca, Douy, Joubert, Corleto (Azéma 78e), M Bigou                                                |
| Points marqués     | |
| Harlequins         | 3 essais : Gollings 8e, Sanderson 48e, O’Leary 83e 3/3 transformations ; 6 pénalités : 12e, 17e, 39e, 72e, 86e, 106e 1 drop : 108e Burke                                                                                                  |
| RC Narbonne        | 3 essais : Corleto 32e, Ledesma 78e, Reid 95e 3/3 transformations ; 3 pénalités : 6e, 14e, 38e 1 drop : 22e Quesada |
| Évolution du score | 0-3, 7-3, 10-3, 10-6, 13-6, 13-9, 13-16, 13-19, 16-19, mt, 23-19, 26-19, 26-26, tr, 33-26, 36-26, mp, 39-26, 42-26 |